# La Coma
La Coma è un census-designated place (CDP) degli Stati Uniti d'America della contea di Webb nello Stato del Texas. La popolazione era di 48 abitanti al censimento del 2010. Questo era un nuovo CDP formato da parti del CDP di Laredo Ranchettes prima del censimento del 2010.

## Geografia fisica
La Coma è situata a 27°30′10″N 99°18′05″W (27.502878, -99.301498).
Secondo lo United States Census Bureau, il CDP ha una superficie totale di 3,16 km², dei quali 3,15 km² di territorio e 0,01 km² di acque interne (0,16% del totale).

## Società

### Evoluzione demografica
Secondo il censimento del 2010, la popolazione era di 48 abitanti.

### Etnie e minoranze straniere
Secondo il censimento del 2010, la composizione etnica del CDP era formata dal 100% di bianchi, lo 0% di afroamericani, lo 0% di nativi americani, lo 0% di asiatici, lo 0% di oceanici, lo 0% di altre razze, e lo 0% di due o più etnie. Ispanici o latinos di qualunque razza erano il 97,92% della popolazione.